# Марк Минуций Руф
Марк Минуций Руф (на латински: Marcus Minucius Rufus) е държавник от епохата на Римската република, консул през 221 г. пр.н.е. и началник на конницата по време на диктатурата на Квинт Фабий Максим.
Марк Минуций е политически съперник на Фабий Максим. Противопоставя се на изчаквателната защитна стратегия по време на Втората пуническа война. Докато картагенците са заети с превземането на Герониум, Фабий оставя Минуций начело на римска армия, с инструкции да следва стратегията му и отпътува за Рим да изпълни някои религиозни задължения. Руф, който винаги се е застъпвал за по-агресивни действия срещу Ханибал, след няколко дни напуска позициите си на хълмовете и създава нов лагер в равнината на Ларинум, на север от Герониум. Римляните започват да нападат картагенските войници, изпратени за фураж, от новия си лагер, като Минуций иска да провокира Ханибал към битка.
Марк Минуций е убит в битката при Кана през 216 г. пр.н.е..